# Панфёрова, Ольга Владимировна
О́льга Влади́мировна Панфёрова (род. 21 августа 1977) — российская легкоатлетка, специалистка по спортивной ходьбе. Выступала за сборную России по лёгкой атлетике в 1990-х годах, чемпионка Европы среди молодёжи, победительница Кубков мира и Европы в командном зачёте, призёрка первенств всероссийского значения, участница чемпионата мира в Афинах. Представляла Свердловскую область.

## Биография
Ольга Панфёрова родилась 21 августа 1977 года. Занималась лёгкой атлетикой в Свердловской области.
Впервые заявила о себе на международном уровне в сезоне 1995 года, когда вошла в состав российской сборной и выступила на юниорском европейском первенстве в Ньиредьхазе, где в программе ходьбы на 5000 метров выиграла серебряную медаль.
В 1996 году в той же дисциплине получила серебро на юниорском мировом первенстве в Сиднее, уступив лишь своей соотечественнице Ирине Станкиной.
В 1997 году на Кубке мира по спортивной ходьбе в Подебрадах заняла 15-е место в личном зачёте 10 км, при этом россиянки стали победительницами командного зачёта. На молодёжном европейском первенстве в Турку превзошла всех соперниц на 10-километровой дистанции и завоевала золотую награду. На чемпионате мира в Афинах была дисквалифицирована за нарушения в технике ходьбы.
В феврале 1998 года стала серебряной призёркой на открытом зимнем чемпионате России по спортивной ходьбе в Адлере, в апреле на Кубке Европы в Дудинце закрыла десятку сильнейших в личном зачёте и помогла соотечественницам выиграть командный зачёт, тогда как в мае на соревнованиях в Ижевске показала лучший результат мирового сезона на дистанции 10 км — 42:01.00. В августе на чемпионате Европы в Будапеште показала на финише 22-й результат.
В 1999 году на соревнованиях в Адлере установила личный рекорд на дистанции 20 км — 1:30:34.
Завершила спортивную карьеру по окончании сезона 2000 года.